# Johannes Buno
Johannes Buno (né le 14 février 1617 à Frankenberg, mort le 29 mars 1697 à Lunebourg) est un théologien allemand.

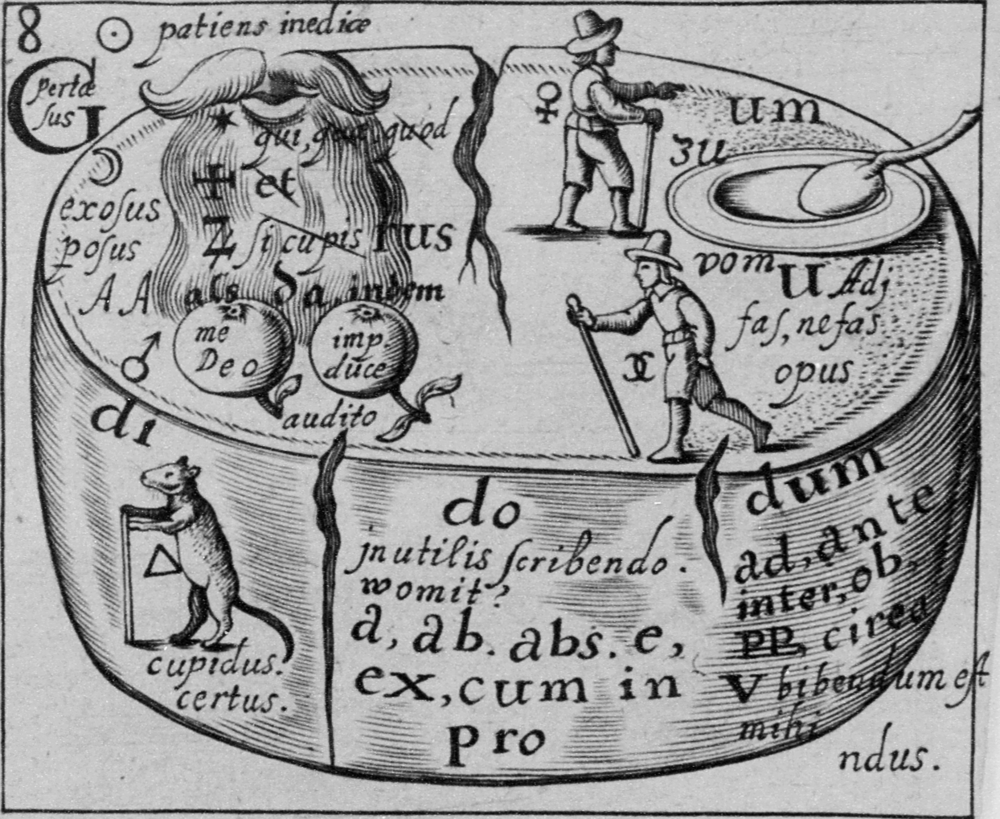
Johannes Buno: Neue Lateinische Grammatica, illustration 8 – 1651

## Biographie
Buno est le fils d'une famille de conseillers de Frankenberg et est élève de l'école pédagogique de Marburg. Il étudie aux universités de Marbourg et d'Helmstedt. Il obtient une maîtrise. Il sert comme intendant dans plusieurs familles nobles et vient au Danemark et à Königsberg. Entre-temps, sous l'impulsion de Johann Raue à Dantzig, il travaille sa grammaire latine illustrée. Il accompagne un autre jeune noble en tant qu'intendant. Après sa mort à Celle, il vient à Lunebourg en 1653.
Buno est recteur de la Michaelisschule de 1653 jusqu'à sa mort. En 1660, il est également nommé professeur d'histoire et de géographie à l'école, lorsqu'elle devient une école illustre. En 1672, il est également nommé pasteur à l'église Saint-Michel de Lunebourg. Il devient plus tard inspecteur d'académie et est également nommé professeur de théologie. Sa retraite a lieu en 1696.
Son ouvrage Universae historiae cum sacrae tum profanae idea a conditio mundo ab annum saeculi nostri LXIV, paru en 1661, est mis à l’Index librorum prohibitorum le 11 janvier 1667. Il l'est aussi en tant qu'auteur des tables géographiques et annoteur de Philip Cluwer, Introductio in Universam Geographiam.
Il est le frère de l'orfèvre Conrad Buno.